# Diadelia vittipennis
Diadelia vittipennis là một loài bọ cánh cứng trong họ Cerambycidae.